# Edgar Froese
Edgar Wilmar Froese (* 6 de juny de 1944, Sowietsk, Kaliningrad; † 20 de gener de 2015 a Viena) fou un músic, artista i compositor alemany. És considerat com un dels pioners de la música electrònica i co-fundà el grup Tangerine Dream.

## Biografia
Froese va néixer a Tilsit al penúltim any de la Segona Guerra Mundial; el seu pare i alguns altres parents foren víctimes de la repressió nazi. Abans del final de la guerra la mare de Froese hagué de fugir cap a Berlín, on anà posteriorment la resta de la família. Froese venia d'una família de comerciants; l'únic que mostrava interès per les arts era el seu pare, a qui li agradava cantar àries d'òperes famoses. Com que la seva família va perdre totes les seves possessions durant la guerra, Froese hagué de començar a treballar quan tenia quinze anys. Amb 18 anys va rebre una beca per a superdotats i estudià durant quatre anys pintura, escultura i arts gràfiques a l'Acadèmia de les Arts de Berlín (Berliner Akademie der Künste). Per finançar la seva formació va realitzar diferents feines a un teatre, com ara autor d'eslògans, dibuixant d'esbossos, locutor, dissenyador i escriptor de diàlegs. També col·laborà en la creació d'anuncis per a empreses com IBM, Coca-Cola, Ford, etcètera. Un dels seus encàrrecs més lucratius va ser la confecció de rètols de publicitat per als autobusos berlinesos. També estudià psicologia i filosofia a l'escola nocturna i es doctorà en l'imperatiu categòric de Kant. Com que la seva interpretació no estava d'acord amb la doctrina acadèmica, abandonà l'institut fent seva aquesta frase: "La pols de les universitats tapa la veritat com una mortalla."
Inicialment Froese volia ser pianista clàssic. Però finalment decidí canviar d'instrument i aprengué a tocar la guitarra de manera autodidacta.
Durant la infantesa Froese aprengué a tocar el piano, i mentre estudiava a l'Acadèmia Berlinesa de les Arts formà el 1962 el seu primer grup musical, on tocava la guitarra. Tanmateix aleshores no entrava als seus projectes fer carrera al món de la música. La seva formació artística l'ajudà més tard en el disseny de fundes de discos amb la col·laboració de la seva dona, Monika, que dissenyà moltes portades dels discos de Tangerine Dream i fou la primera fotògrafa oficial del grup. Edgar i Monika es casaren el 1970, l'any en què va néixer llur primer fill, Jérôme.
Froese conegué Salvador Dalí i el 1967 acceptà la seva invitació per fer concerts privats a la residència del pintor a Cadaqués, on d'altres artistes organitzaven actuacions conjuntes. Aquestes actuacions eren una mescla de música, pintura i literatura i es podrien descriure com a predecessores de les presentacions multimèdia. Froese coordinà la part musical de la presentació del "Crist de Dalí" el 1967.
Novament a Berlín, Froese comença a buscar músics que, com ell, no volguessin simplement imitar el so dels artistes que triomfaven a les llistes musicals nord-americanes. Però la majoria de músics no mostraven interès en la seva proposta d'unificació de música i arts visuals. Amb diferents músics d'acompanyament Froese feia concerts nocturns al Café Zodiac.
Degut al seu aspecte nòrdic Froese es guanyà el sobrenom de "Viking". Amb el grup The Ones (fundat per ell mateix el 1965) publicà el 1967 un senzill amb els temes Lady Greengrass/Love of Mine. El grup tocava Rhythm and Blues i Rock and roll.
També el 1967 fundà Tangerine Dream, on ell era la principal força creativa. En total, amb les seves diferents formacions (en què Froese era l'únic membre constant), Tangerine Dream ha publicat més de vuitanta discos i bandes sonores. Entre els seus principals col·laboradors hi ha Klaus Schulze, Christopher Franke, Peter Baumann, Johannes Schmoelling, Paul Haslinger, Linda Spa i el seu propi fill, Jerome Froese.
Durant els anys d'existència de Tangerine Dream, Froese trobà temps per publicar àlbums en solitari, el primer dels quals (Aqua) aparegué a mitjans de 1974 a la discogràfica alemanya "Brain". En aquest àlbum comptà amb la col·laboració tècnica de Günther Brunschen. Epsilon In Malaysian Pale, el seu segon àlbum, mostrava la influència d'un viatge que Froese havia realitzat per Àsia el 1975. La publicació Melody Maker va definir-lo així: "És com sortir de l'eterna foscor de la jungla a la llum assolellada d'una platja, com sortir dels somnis de la nit i tornar a la realitat del dia".
El 1976 Froese publicà el seu tercer disc en solitari, Macula Transfer; els seus temes tenien noms com "Qantas 611" o "OS 452". Dos anys després publicà el seu quart disc, Ages, inspirat en l'obra de l'arquitecte català Antoni Gaudí, de l'escriptor nord-americà Henry Miller i el film Metròpolis, de Fritz Lang. En el disc Stuntman, de 1979, Froese utilitzà per primer cop sons de sintetitzadors digitals amb la col·laboració de l'enginyer d'Hamburg Wolfgang Palm (que fundà la companyia PPG Products, responsable d'instruments importants com el PPG Wave). D'aquest àlbum es va extreure l'únic senzill de Froese: Stuntman/Scarlet Score for Mescalero.
El 1982 Froese va compondre la banda sonora del film Kamikaze 1989 (de Wolf Gremm), publicada al segell britànic Virgin Records. Aquesta pel·lícula està basada en la novel·la Assassinat al pis 31 del novel·lista suec Per Wahlöö i el director alemany Rainer Werner Fassbinder hi interpreta per primera vegada un paper protagonista. Fassbinder morí sobtadament el juny de 1982; per tant, aquesta pel·lícula és també la seva última obra cinematogràfica.
Un any després Froese publicà un nou disc, Pinnacles descrit per l'escena musical com una producció „que no tan sols destaca per la voluminösitat sinó també per la intensitat dels seus ambients i atmosferes“. El títol fa referència a les mil·lenàries formacions del parc nacional australià "Nambung".
El següent disc en solitari de Froese fou el doble CD Beyond The Storm, que recopila tretze temes remasteritzats i quinze peces noves. La revisió dels temes antics provocà el rebuig d'alguns fans de Tangerine Dream. Ja en aquesta època Froese havia publicat versions revisades de bona part de la discografia de Tangerine Dream, no sempre amb aprovació del públic.
L'any 2000 es va morir Monika (la dona d'Edgar Froese) d'una llarga malaltia.
Amb la seva segona esposa, Bianca Acquaye, Froese compartia la passió per l'art; de fet, Acquaye confeccionava quadres amb pintura acrílica. El 2004 Froese i Acquaye oferiren llur primera exposició conjunta. Són també de Blanca els quadres que hi ha a les portades dels discos de Tangerine Dream Inferno i Purgatorio.
Amb el títol The Ambient Highway aparegué el 2004 una col·lecció de cinc CD, en què Froese remasteritzà o modificà material antic; les portades també són obres de la seva dona.
El 2005 Froese publicà el seu últim disc (Dalinetopia) i reedità els seus sis primers discos en solitari a la seva pròpiua discogràfica, Eastgate Music. Per raons de copyright aquestes reedicions van ser remesclades i, en alguns casos, enregistrades de nou; es poden reconèixer per les noves portades i per la nova signatura, "Edgar W. Froese" (en comptes de "by Edgar Froese").
El 2013 patí un greu accident en relliscar sobre un terreny glaçat. Aquest accident li provocà una greu lesió cerebral que el va tenir mig any en estat de coma. A més es trencà el maxil·lar inferior i durant un any no va poder ni menjar ni parlar.
Edgar Froese morí el 20 de gener del 2015 a Viena com a conseqüència d'una embòlia pulmonar.

## Discografia
- Aqua (1974)
- Epsilon in Malaysian Pale (1975)
- Macula Transfer (1976)
- Ages (1978)
- Stuntman (1979)
- Electronic Dreams (Recopilació 1979)
- Kamikaze 1989 (banda sonora) (1982)
- Pinnacles (1983)
- Beyond the Storm (1995)
- Introduction to the Ambient Highway (2003)
- Ambient Highway Vol.1 (2003)
- Ambient Highway Vol.2 (2003)
- Ambient Highway Vol.3 (2003)
- Ambient Highway Vol.4 (2003)
- Dalinetopia (2005)
- Orange Light Years (2005)
- Armageddon In The Rose Garden Part 1, CD compartit amb Ron Boots (2008)

## Filmografia
- Checkpoint Charly oder das Chaos schlägt zurück (1980/81)